# آلن روشه
آلن روشه (به فرانسوی: Alain Roche) بازیکن فوتبال و مدافع اهل فرانسه است که از سال ۱۹۸۸ تا ۱۹۹۶ میلادی عضو تیم ملی فوتبال فرانسه بوده‌است. وی در ۲۵ بازی ملی حضور داشته است و در بازی‌های ملی‌اش ۱ گل به ثمر رساند.